# Rusificación de la Polonia del Congreso
La rusificación de Polonia (en polaco: rusyfikacja na ziemiach polskich; en ruso: Русификация Польши, romanizado: Rusifikacija Poljši) fue un proceso intenso, especialmente en la Polonia adjudicada a Rusia, en el que el Imperio ruso buscaba terminar con el nacionalismo polaco mediante la imposición progresiva de la lengua, la cultura, las artes, la religión ortodoxa y las prácticas rusas. La mayor rusificación afectó a los niños dado que podrían ser educados en la cultura rusa antes de llegar al conocimiento de la cultura y la lengua polacas.

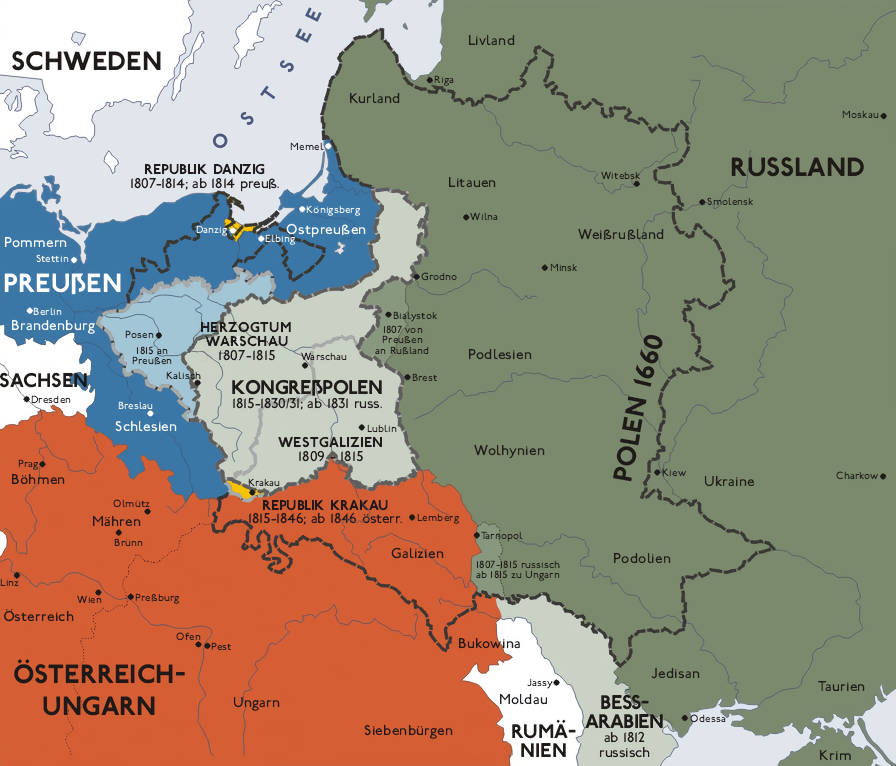
Polonia del Congreso resultado de los Repartos de Polonia

## Historia

### Después del levantamiento de noviembre (1830-1831)
La voluntad propia del gran duque Constantino y el incumplimiento de la Constitución del Reino de Polonia, junto con el auge de las sociedades secretas, condujeron al Levantamiento de Noviembre (1830-1831) El fracaso del levantamiento condujo a la abolición de la Constitución de 1815 (que concedía al Reino de Polonia la autonomía nacional) y a la cruda imposición de la rusificación. En 1832, con la aplicación del Estatuto Orgánico del Reino de Polonia, se suprimió la Dieta, se disolvieron los restos de la policía y ejército polacos, se implantaron las instituciones y la ley rusas y se confiscaron los bienes raíces de todos los partidarios del Levantamiento de Noviembre.

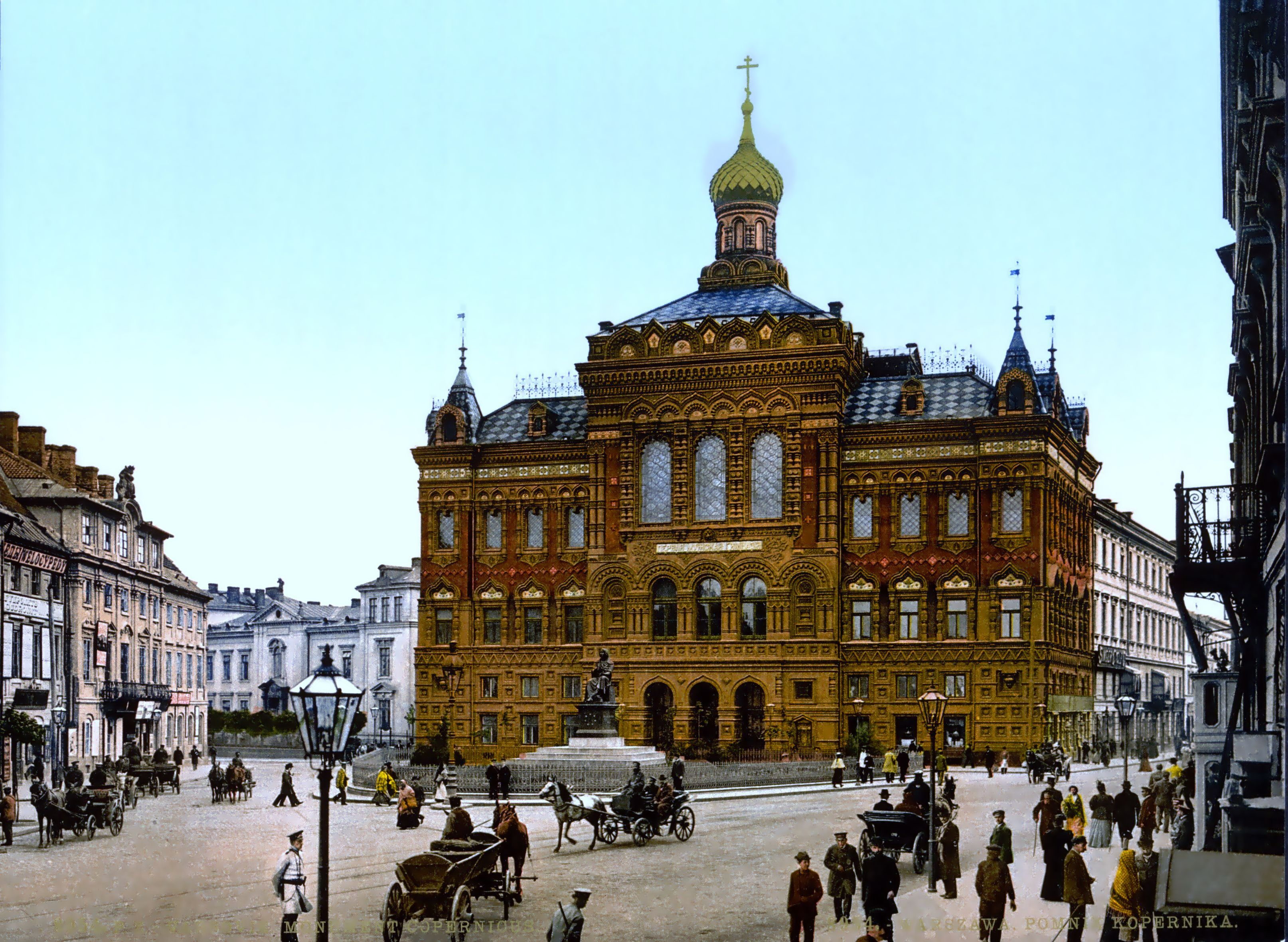
Fachada del Palacio Staszic donde después de 1893, se erigió la Iglesia (Tserkva) de Santa Tatiana de Roma, de estilo ruso-bizantino, muestra de la rusificación arquitectónica en Varsovia

La ley marcial se implantó en 1833. Todas las decisiones las tomaban los jefes militares rusos y el virrey (Namiestnik) Iván Paskevich[3]. El Consejo de Estado mantenido (hasta 1914) tenía mayoría rusa. Progresivamente los varios aspectos de la sociedad quedaron sometidos a la autoridad central de San Petersburgo. La Universidad de Vilna, el Liceo Krzemieniec y otros Gymnasium polacos fueron cerrados.
En 1841 se implantó el sistema monetario ruso, seguido del código de leyes ruso en 1847. El siguiente paso fue subordinar el Reino de Polonia al virrey ruso, Iván Paskevich. En 1837, los voivodatos polacos, la división administrativa del Reino, pasaron a denominarse gobernaciones, según el modelo imperial ruso.

### Después del levantamiento de enero (1863-64)
El fallido Levantamiento de Enero (1863-1864) motivó la intensificación de las medidas rusificadoras en las instituciones administrativas y educativas, la liquidación de la Iglesia ortodoxa Uniata (en enero de 1874, soldados rusos mataron al menos a diez uniatas en Drelów y a trece en Pratulin y los polacos fueron expulsados y expropiados). Ya desde los inicios de la incorporación del Reino de Polonia a Rusia principio, los nombres de las ciudades polacas fueron rusificados. En 1869 se cerró la Escuela Superior de Varsovia y en su lugar se abrió la Universidad Imperial de lengua rusa. En los años 1869-1885 se procedió a la supresión sistemática de la lengua polaca de la educación, para en 1885 degradarla a segunda lengua escolar no obligatoria. Sólo la religión se enseñaba en polaco. En las clases de historia de las escuelas se impusieron los libros de texto de historia de Dmitry Ilovaysky, que falsificaban la historia y, por tanto, aplicaban la rusificación permanente. Además, se introdujo la lengua rusa en las escuelas populares. Por último, se prohibió hablar polaco en los centros de enseñanza. También se intentó convertir la escritura polaca en escritura cirílica.
El presupuesto del Reino de Polonia se fusionó con el del Imperio Ruso. En 1874, el cargo de Namiestnik fue sustituido por el de Gobernador General. El Gobernador General dirigiría el Distrito Militar de Varsovia, que abarcaba toda la Polonia del Congreso.
La figura simbólica detrás de la rusificación fue el Gobernador General del Distrito Militar de Varsovia, Alexander Apukhtin, quien, entre otras cosas, introdujo la educación de informadores cualificados y el doble rasero de los estudiantes, que se convirtieron en elementos fundamentales de la labor policial en las escuelas. En 1869, el ruso se convirtió en la única lengua jurídica para los tribunales y la administración. En 1875, el procedimiento judicial polaco de entonces fue abolido en favor de su homólogo ruso. Hasta la Primera Guerra Mundial, el Reino de Polonia se rigió por los «derechos extraordinarios», en virtud de los cuales el Gobernador General tenía autoridad para llevar a juicio a cualquier individuo civil ante un tribunal militar, o deportarlo al Lejano Oriente ruso si se le consideraba «sospechoso político». En 1885, el Banco de Polonia fue sustituido por una sucursal del Banco Estatal del Imperio Ruso[5][6].
Bajo el mandato del gobernador Iosif Gurko se construyeron muchas iglesias ortodoxas en Polonia. Su presencia pretendía manifestar el dominio y carácter ruso de los territorios polacos. En la última década del siglo XIX, sólo en Varsovia se construyeron unas 20 iglesias ortodoxas en el característico estilo imperial ruso-bizantino.
Se produjo una rusificación más radical en partes de la Mancomunidad Polaco-Lituana que, tras los repartos, no se incorporaron al Reino de Polonia, sino directamente al Imperio Ruso. La Universidad de Vilna y el Liceo de Krzemieniec fueron clausurados, en respuesta a la participación de sus estudiantes en el Levantamiento de Noviembre. Entre 1832 y 1834, por prerrogativa real del zar Nicolás I, varios miles de familias polacas de Wolyn y Podole fueron deportadas a Siberia. Cuando en 1839 se suprimió la Iglesia Uniata, sus seguidores y sacerdotes fueron obligados a entrar en la ortodoxia oriental. La Iglesia Católica sufrió más restricciones y se le confiscó su patrimonio tras proclamar su apoyo al Alzamiento de Enero. También se confiscaron los bienes de los participantes en el Levantamiento de Enero, y a los propietarios de tierras se les cargó con un nuevo impuesto. Se prohibió a los polacos comprar tierras. Se cerraron teatros, periódicos, escuelas y sociedades polacas. Los métodos de rusificación antes mencionados también se aplicaron a otras poblaciones no rusas, con más o menos dureza según la localidad.

### Época del emperador Nicolás II (1894-1917)
Durante el reinado de Nicolás II (1894-1917), se observó una significativa relajación del régimen en Polonia. En 1904 se permitió el uso de la lengua polaca en las escuelas primarias, y en 1897 se abolieron todos los impuestos adicionales a los terratenientes[11] También se abordó la cuestión religiosa. El 17 de abril de 1905 se promulgó un decreto que introducía la tolerancia religiosa y confirmaba los derechos de todos los cristianos no ortodoxos. Las relaciones ruso-polacas se vieron afectadas positivamente por todo ello. Con el estallido de la Primera Guerra Mundial, los rusos planearon crear un Estado polaco bajo vasallaje ruso, y los polacos respondieron prestando un amplio apoyo al ejército imperial en la lucha contra Alemania y Austria-Hungría.